# ケルスキア (小惑星)
ケルスキア (568 Cheruskia) は小惑星帯の小惑星である。パウル・ゲッツによってハイデルベルクのケーニッヒシュトゥール天文台で発見された。
古代ゲルマン人のケルスキー族の名前を関した、ハイデルベルク大学の友愛会にちなんで命名された。
2005年1月に福島県で掩蔽が観測された。